# Baker Skateboards
Pour les articles homonymes, voir Baker.
Baker Skateboards est une marque de skateboard lancé par le skateboarder professionnel Andrew Reynolds et Jay Strickland en 1999. Le team professionnel sponsorise notamment Theotis Beasley, Justin Figueroa et Dustin Dollin.